# Colin Munro MacLeod
Pour les articles homonymes, voir MacLeod.
Colin Munro MacLeod (né le 28 janvier 1909 à Port Hastings en Nouvelle-Écosse ; mort le 11 février 1972 à Londres) est un généticien américain d'origine canadienne.